# Mengzhou

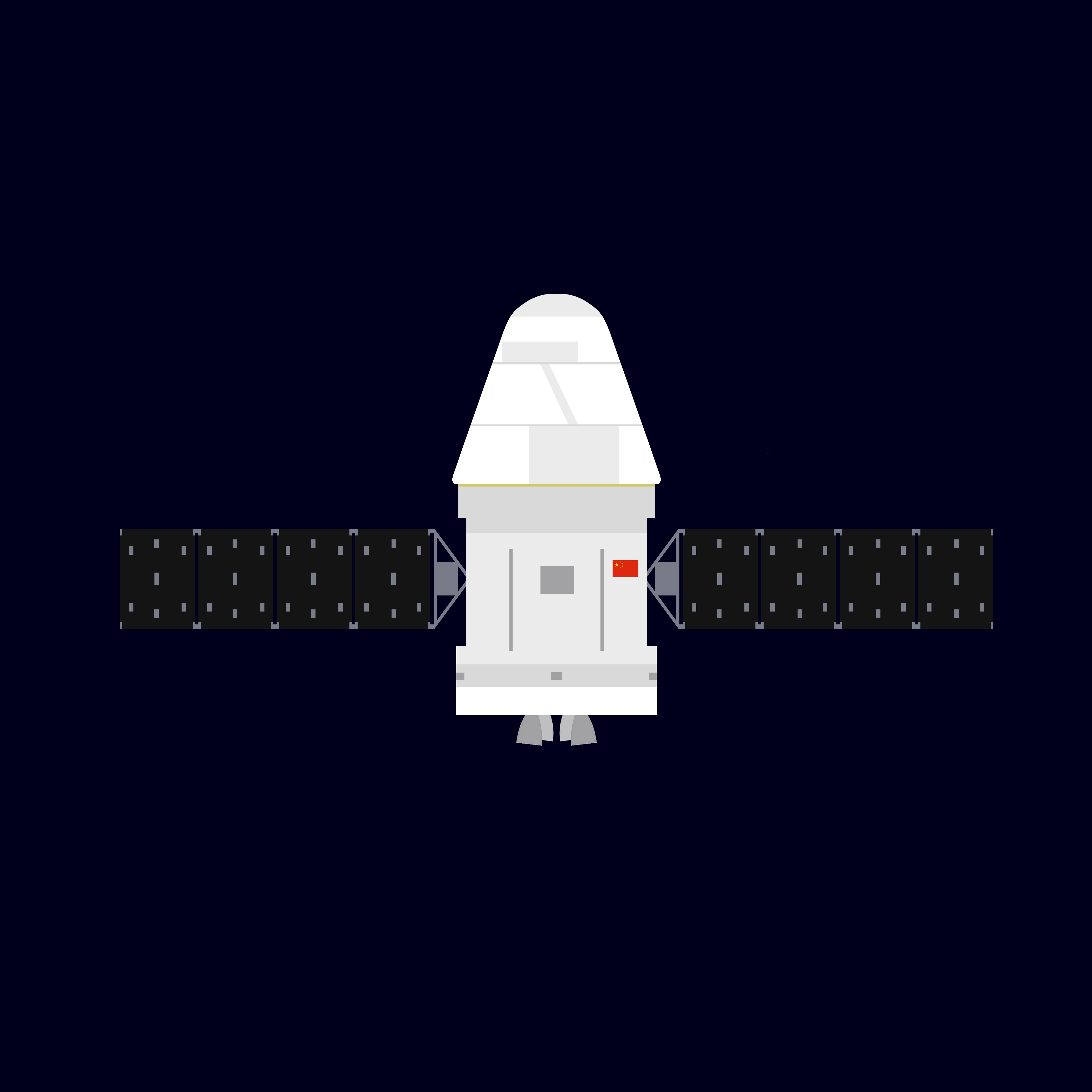
Diagrama de la nave Mengzhou.

El Mengzhou (en chino simplificado, 梦舟载人飞船 Mèng zhōu zài rén fēichuán) es un nuevo tipo de nave espacial tripulada china de espacio profundo que se encuentra en sus etapas finales de desarrollo. Creada por la Academia China de Tecnología Espacial (CAST) para reemplazar al anterior Shenzhou, será capaz de llevar a seis tripulantes al espacio cislunar, o tres tripulantes y 500 kg de carga. Su masa total inicial es de 21,6 toneladas, aunque variará dependiendo de la misión.
Ha sido ideada tanto para prestar servicio a la Estación espacial Tiangong, y como para realizar exploraciones a la Luna y otros destinos. Se lanzó un vuelo como simulador de masa en el 25 de junio de 2016 a bordo de un Larga Marcha 7 y el segundo vuelo de prueba fue lanzado en el 5 de mayo de 2020 a bordo de un cohete pesado Larga Marcha 5B.